# Romang (Argentine)
Pour les articles homonymes, voir Romang.
Romang est une ville d’Argentine dans la province de Santa Fe. Elle administrée par le département San Javier et compte 9 237 habitants en 2012.